# Nummulitidae
Nummulitidae es una familia de foraminíferos bentónicos de la superfamilia Nummulitoidea, del suborden Rotaliina y del orden Rotaliida.  Su rango cronoestratigráfico abarca desde el Paleoceno hasta la Actualidad.

## Clasificación
Nummulitidae incluye a los siguientes géneros:
- Assilina †
- Bozorgniella †
- Camerina †
- Cycloclypeus †
- Heterocyclina †
- Heterostegina †
- Nummulitella †
- Nummulites †
- Operculina †
- Operculinella
- Palaeonummulites
- Planocamerinoides
- Planoperculina
- Planostegina
- Radiocycloclypeus †
- Ranikothalia †
- Sindulites †
- Spiroclypeus †

Otros géneros considerados en Nummulitidae son:
- Anastegina †, aceptado como Operculina
- Bruguiera †, aceptado como Nummulites
- Chordoperculinoides †, considerado subgénero de Nummulites, Nummulites (Chordoperculinoides), y aceptado como Ranikothalia
- Craterocamerina †, aceptado como Nummulites
- Discospira, considerado nomen nudum y sinónimo posterior de Assilina
- Egeon  †, aceptado como Nummulites
- Eoassilina †, aceptado como Nummulites
- Frilla †, considerado subgénero de Operculina, Operculina (Frilla), y aceptado como Operculina
- Globulites †, considerado subgénero de Nummulites, Nummulites (Globulites), pero considerado nomen nudum
- Granulites †, considerado subgénero de Nummulites, Nummulites (Granulites), pero considerado nomen nudum
- Grzybowskia †, aceptado como Heterostegina
- Guembelia †, considerado subgénero de Nummulites, Nummulites (Guembelia), de estatus incierto, pero considerado sinónimo posterior de Nummulites
- Hantkenia †, considerado subgénero de Nummulites, Nummulites (Hantkenia), y aceptado como Paronaea
- Helicites  †, aceptado como Nummulites
- Heteroclypeus †, aceptado como Cycloclypeus
- Katacycloclypeus †, considerado subgénero de Cycloclypeus, Cycloclypeus (Katacycloclypeus)
- Laharpeia †, aceptado como Nummulites
- Lycophris †, aceptado como Nummulites
- Mesopora †, considerado sinónimo posterior de Operculina
- Monetulites †, aceptado como Nummulites
- Neooperculinoides †, aceptado como Assilina
- Nummularia †, aceptado como Nummulites
- Nummulina †, aceptado como Nummulites
- Nummulitoides †, considerado subgénero de Operculina, Operculina (Nummulitoides), y aceptado como Ranikothalia
- Operculinoides †, considerado subgénero de Nummulites, Nummulites (Operculinoides)
- Paronaea †, considerado subgénero de Nummulites, Nummulites (Paronaea)
- Paronia †, aceptado como Paronaea
- Paraspiroclypeus †, aceptado como Nummulites
- Pseudonummulites †, de posición taxonómica incierta
- Rhabdella †
- Verbeekia, sustituido por Pseudonummulites
- Vlerkina †, considerado subgénero de Heterostegina, Heterostegina (Vlerkina)
- Vlerkinella †, considerado subgénero de Heterostegina, Heterostegina (Vlerkinella)